# Olle Källgren
Olle Källgren (7 settembre 1907 – 13 aprile 1983) è stato un calciatore svedese, di ruolo difensore.